# Domkyrkoforum
Domkyrkoforum är Lunds stifts besökscentrum för Lunds domkyrka. I byggnaden finns lokaler för konserter, konferenser, butik och administration.
Arkitekt Carmen Izquierdo och landskapsarkitekt Charlotte Lund tilldelades 2011 Lunds stadsbyggnadspris för utformandet av Domkyrkoforum och Domkyrkoplatsen. Domkyrkoforum tilldelades Kasper Salin-priset av Sveriges Arkitekter och Skånes arkitekturpris av Region Skåne 2012.
År 2020 utsåg opinionsgruppen Arkitekturupproret byggnaden till Lunds fulaste byggnad och den näst fulaste i Sverige.

## Fotogalleri

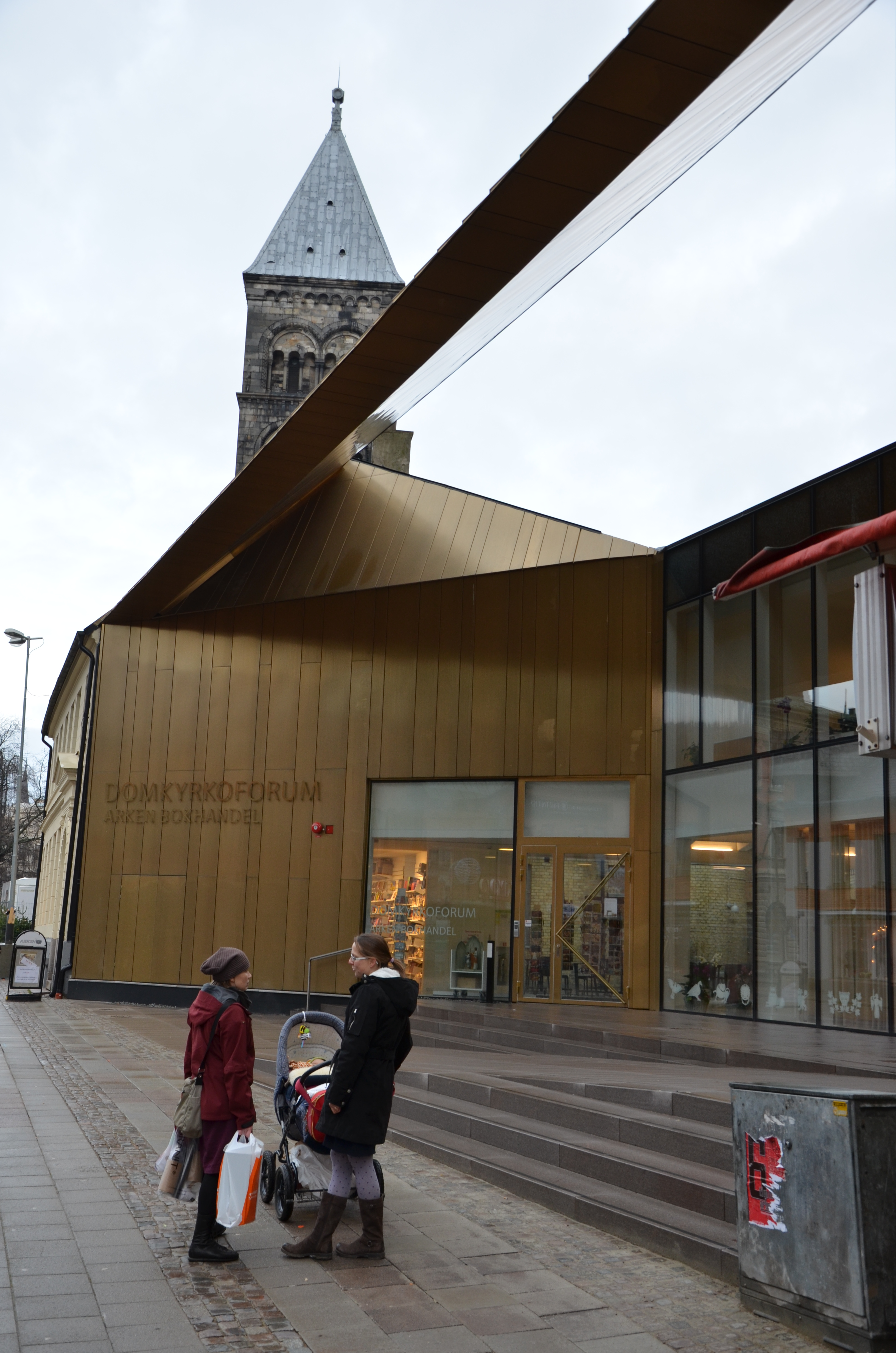
Ingången från Kyrkogatan.
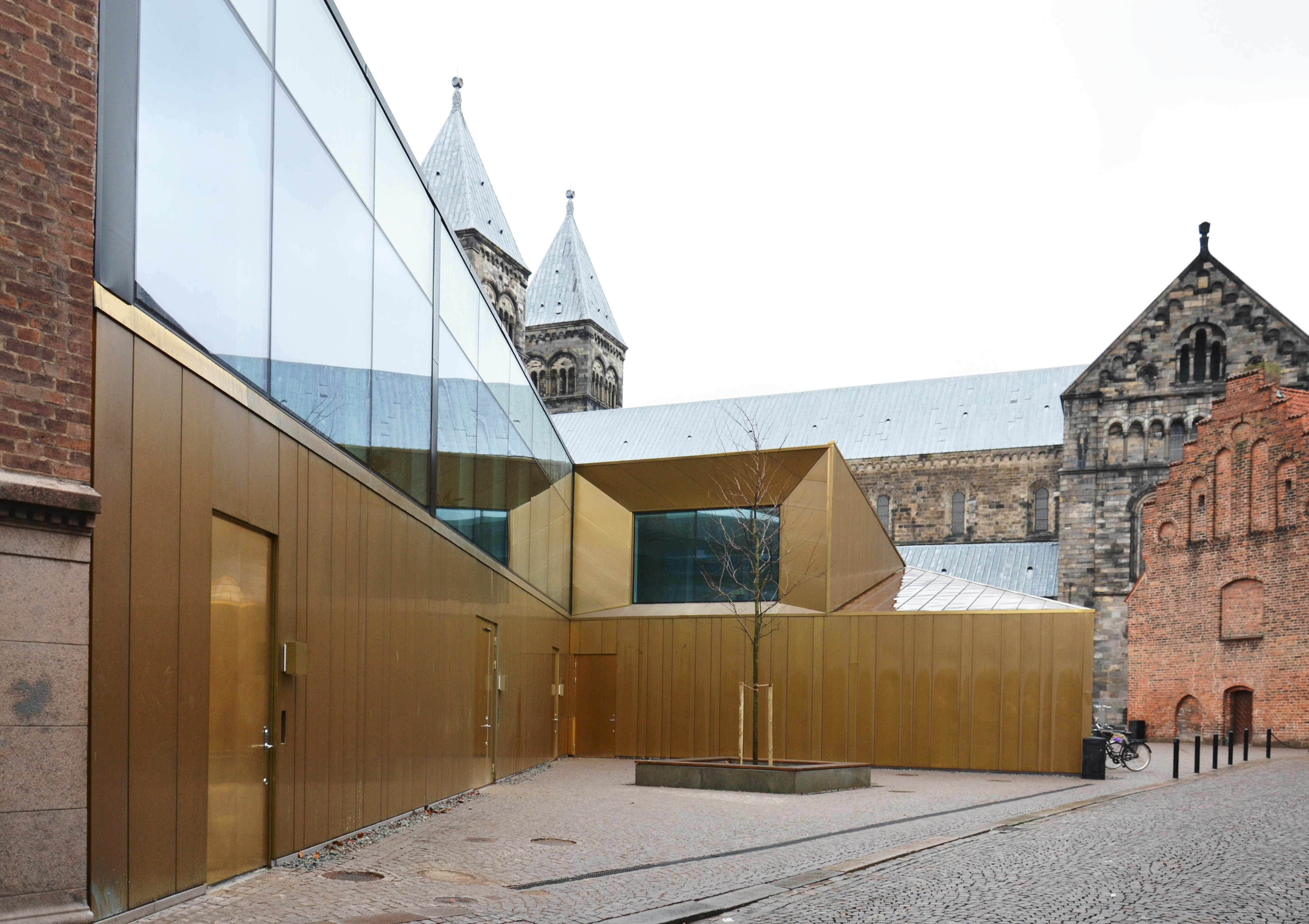
Domkyrkoforum sett från Kungsgatan.
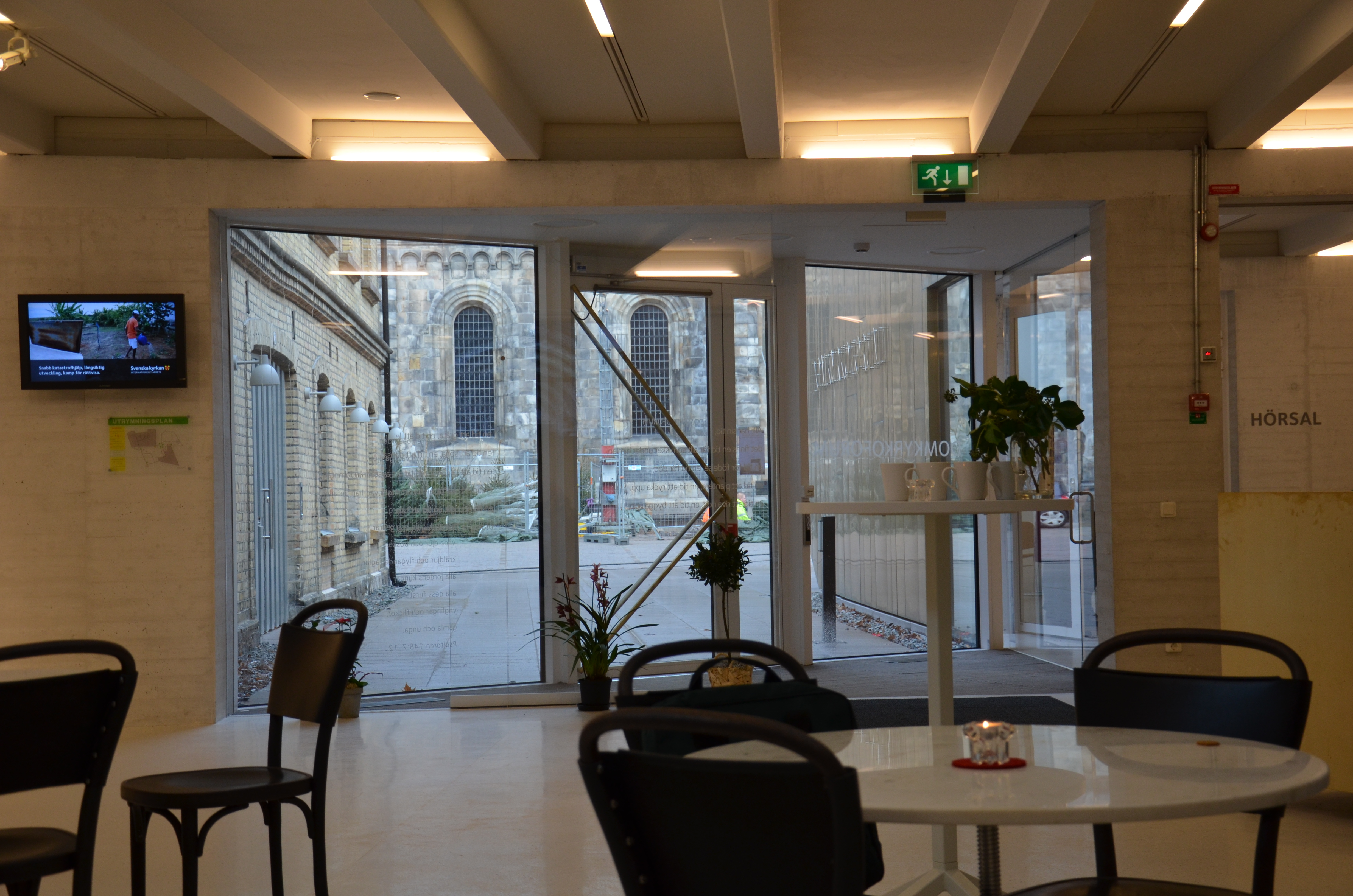
Interiör, mot Domkyrkoplatsen.
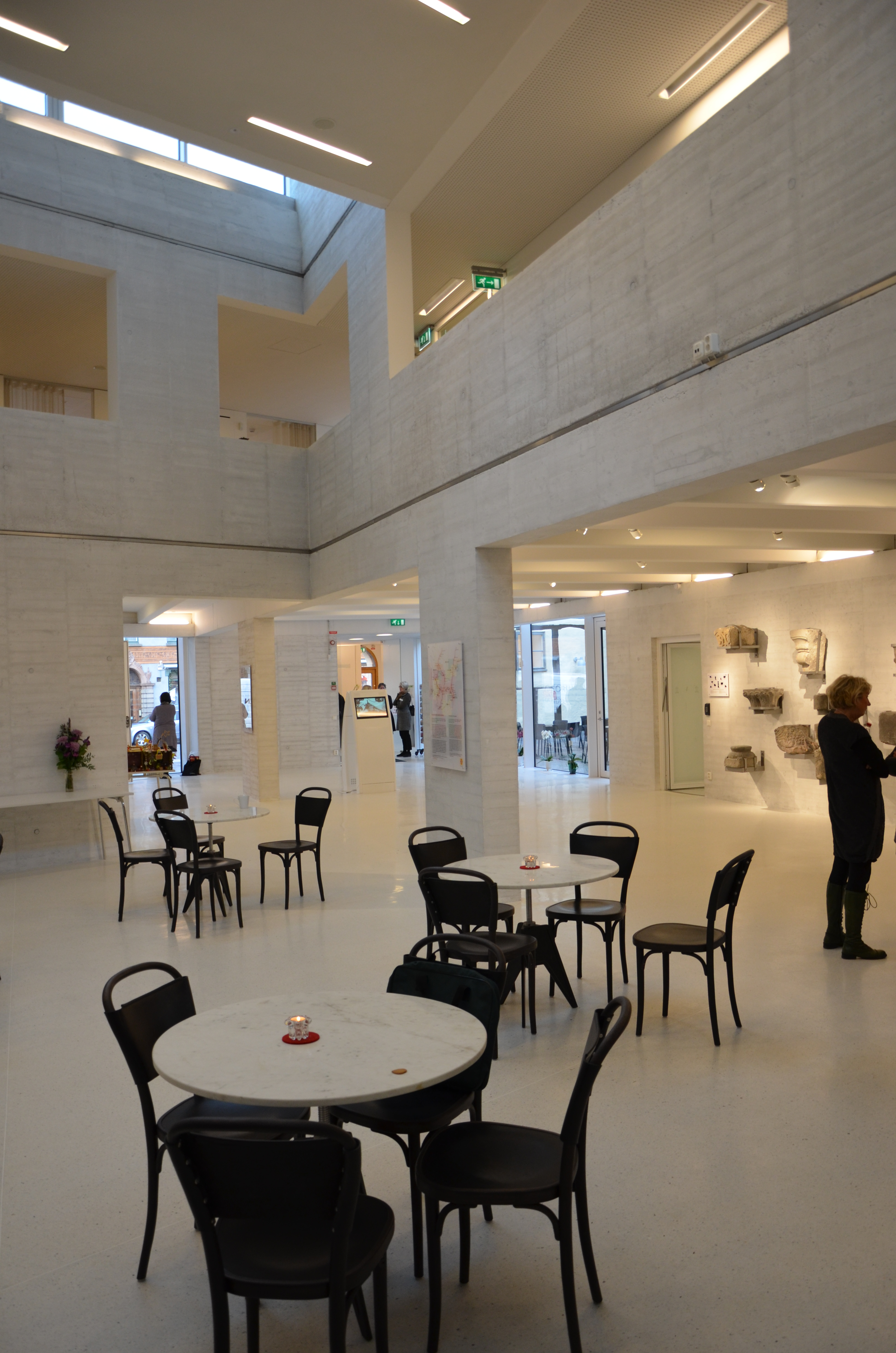
Interiör, mot Kyrkogatan.
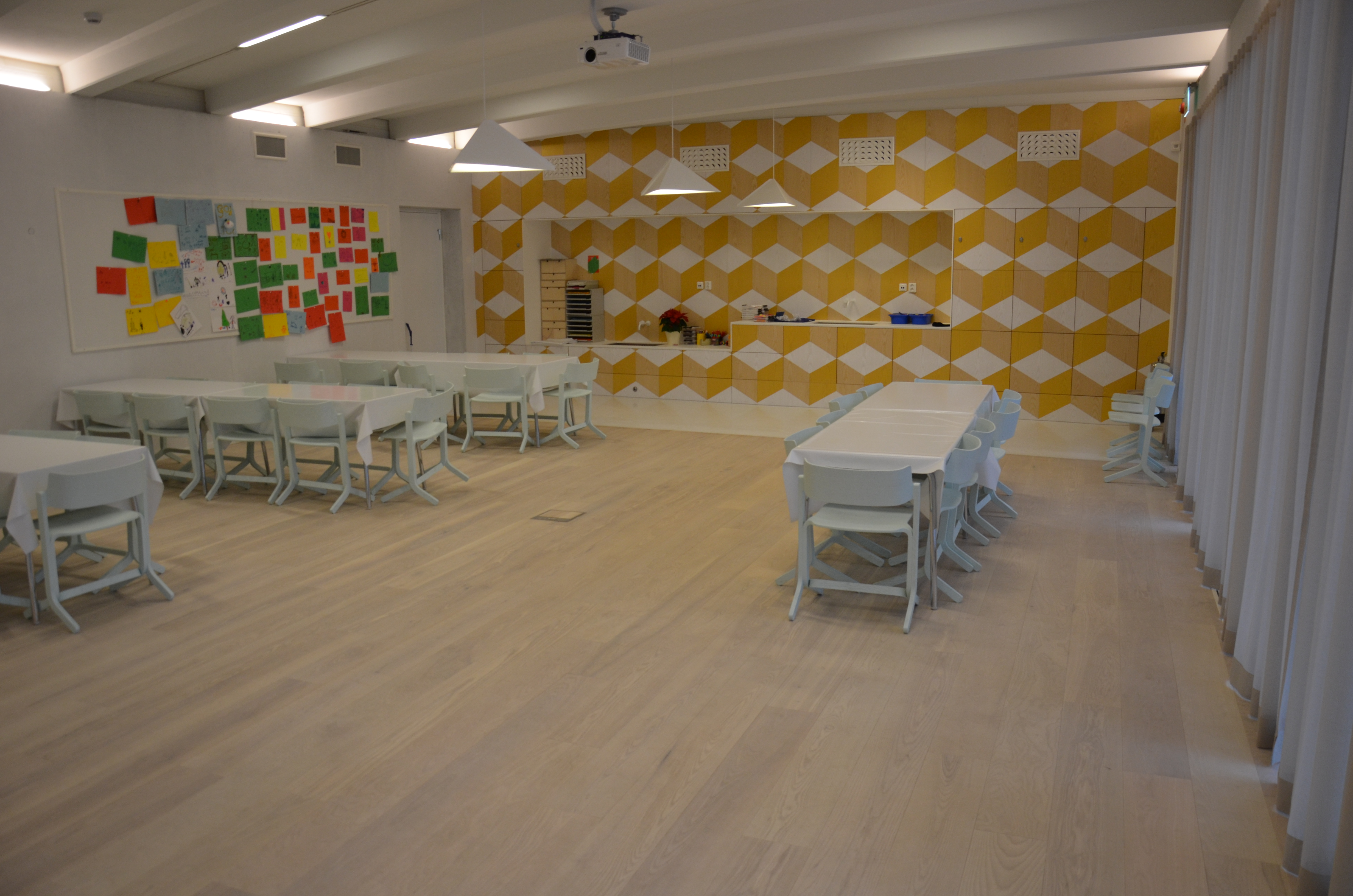
Rum mot Kyrkogatan.